# Gericht Liebenstein
Das Gericht Liebenstein war eine territoriale Verwaltungseinheit, welche zunächst unter Oberhoheit der Landgrafschaft Thüringen bzw. verschiedenen Ernestinischen Herzogtümern stand und an die Herren von Herren von Stein-Liebenstein verlehnt war. Es gehörte zum Obersächsischen Reichskreis. 1680 fiel es an das Herzogtum Sachsen-Meiningen.
Das Gericht Liebenstein wurde ab 1800 vom Amt Altenstein aus verwaltet, während die Justiz bis zur Verwaltungs- und Gebietsreform des Herzogtums Sachsen-Meiningen im Jahr 1827 weiterhin selbständig gehandhabt wurde.

## Geographische Lage
Das kleine Gebiet des Gerichts Liebenstein befand sich im nordwestlichen Bereich des Thüringer Waldes im Tal des Grumbachs, einem rechten Zufluss der Werra. Während seiner Zugehörigkeit zum Herzogtum Sachsen-Meiningen gehörte das Gericht zum Meininger Unterland. Es liegt heute im Westen des Freistaats Thüringen und gehört zur Stadt Bad Liebenstein im Wartburgkreis.

## Angrenzende Verwaltungseinheiten
|                                                            | Amt Altenstein (Herzogtum Sachsen-Meiningen)                                           |                                              |
| Amt Altenstein (Herzogtum Sachsen-Meiningen)               | Kompassrose, die auf Nachbargemeinden zeigt                                            | Amt Altenstein (Herzogtum Sachsen-Meiningen) |
| Exklave Barchfeld (zur hessischen Herrschaft Schmalkalden) | Amt Frauenbreitungen (Grafschaft Henneberg, nach 1680 zum Herzogtum Sachsen-Meiningen) |                                              |

## Geschichte

### Vorgeschichte
Das Gebiet um Liebenstein gehörte im 13. und beginnenden 14. Jahrhundert zum Einflussbereich der Herren von Frankenstein. Die Burg Liebenstein wurde erstmals im 14. Jahrhundert urkundlich erwähnt. Den 1406 erstmals erwähnten Namen Liebenstein („Lybinstein“) trug zunächst nur die Burg, welche sich etwa drei Kilometer (Luftlinie) östlich der Burg Altenstein befand. Über ihre Erbauer und deren Motive finden sich in der Literatur divergierende Meinungen. Sowohl die Herren von Stein auf Burg Altenstein, als auch die Herren von Frankenstein werden in Erwägung gezogen.
Aufgrund zahlreicher Fehden und Verschuldung mussten die Herren von Frankenstein im Jahr 1330 einen Großteil ihrer Besitzungen an die mit ihnen verwandten Grafen von Henneberg verkaufen. 1353 gelangte das Gebiet über eine hennebergische Erbteilung an die Wettiner, welche Liebenstein im Jahr 1360 an die Herren von Stein verlehnten.

### Liebenstein im Lehnsbesitz der Herren von Stein-Liebenstein

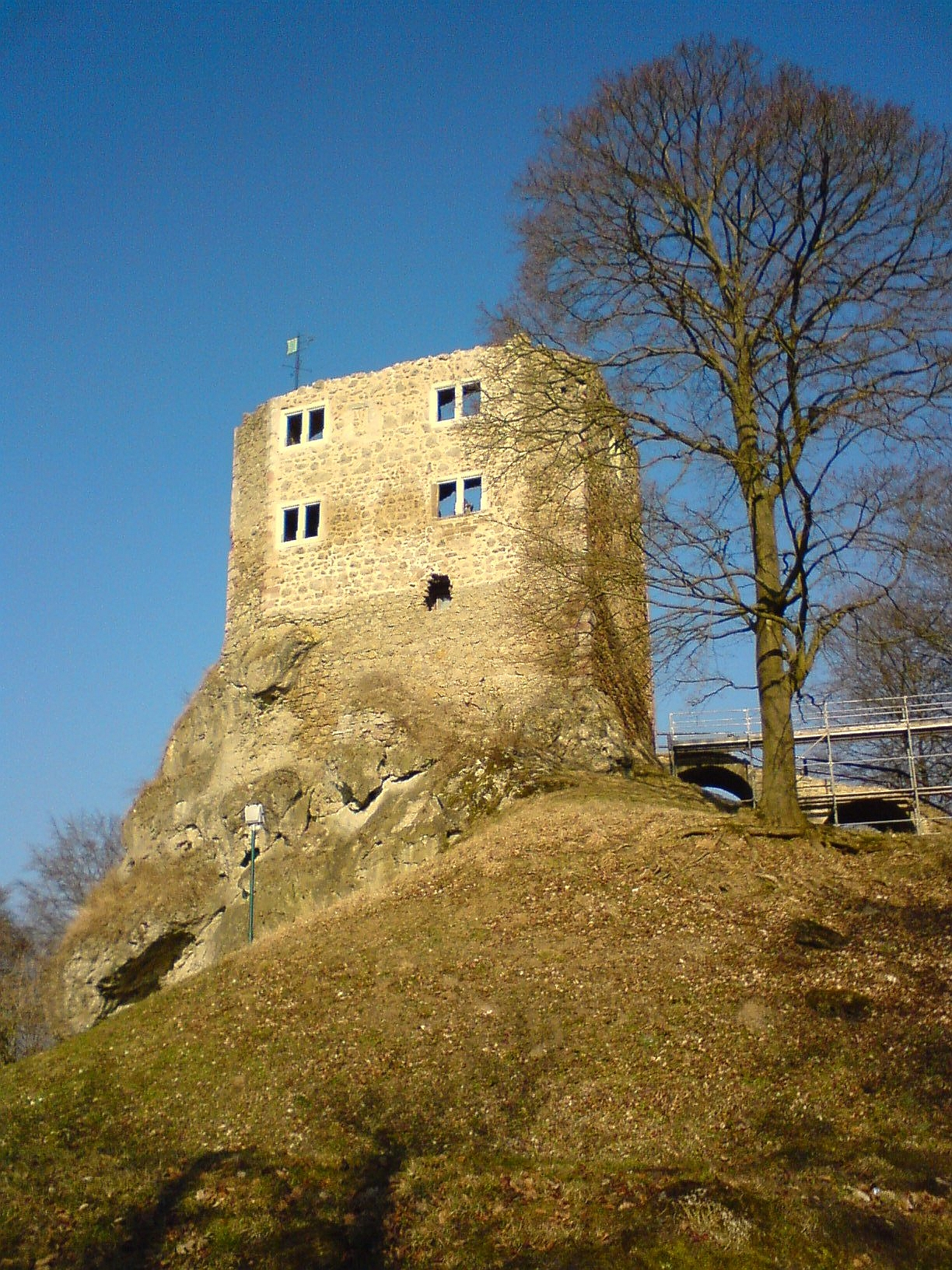
Blick aus südwestlicher Richtung (Februar 2008)

Nach der Übergabe des Altensteins an die Frankensteiner findet man die Ritter vom Stein ab 1386 auf dem Liebenstein. Sie begründen damit die Liebensteiner Linie „Stein zu Liebenstein“. Sie Herren von Stein hatten die Hoch- und Niedergerichtsbarkeit über Liebenstein inne.
Im Bauernkrieg 1525 konnte die Burg Liebenstein gerettet werden, da der Burgherr Lips von Stein sich den Bauern zum Schein unterwarf und seinen Besitz vor der Zerstörung und Plünderung retten konnte. Ein Brand zerstörte 1567 Teile der Burg. Er entstand bei der Einnahme des Liebensteins durch das Reichsexekutionsheer, das zur Beilegung der  Grumbachschen Händel auf dem Marsch nach Gotha war.
Noch bis 1599 reparierte Hermann von Stein an der Burg und empfahl seinem Lehnsherren Johann Casimir von Sachsen-Coburg (1610) eine neu entdeckte Heilquelle am Aschenberg. Diese war den Anwohnern als Suerborn, das heißt Sauerbrunnen, bekannt und gab der sich um den Quellort entstehenden Siedlung ihren Namen. Im Jahr 1648 zählte die Siedlung Sauerbrunnen bereits 170 Einwohner.
Durch mehrere Erbteilungen der Ernestinischen Herzogtümer kam die Lehnsherrschaft über Liebenstein nach 1644 an das Herzogtum Sachsen-Gotha. Nach dem Aussterben der männlichen Burginhaber von Stein diente der Liebenstein noch bis 1667 als Witwensitz. Aller Grundbesitz fiel 1673 mit dem Aussterben der Liebensteiner Linie der Herren von Stein als erledigtes Lehen an den Herzog von Sachsen-Gotha-Altenburg, Ernst den Frommen. 1677 erhielt der zum Burgbezirk Liebenstein gehörige Ort Grumbach die Marktrechte.

### Zugehörigkeit zum Herzogtum Sachsen-Meiningen
Im Zuge der Erbteilung des Herzogtums Sachsen-Gotha-Altenburg gelangte die Burg Liebenstein im Jahr 1680 an das Herzoghaus Sachsen-Meiningen. Herzog Bernhard I. von Sachsen-Meiningen ließ in Sauerbrunnen Wohnungen für Kurgäste erbauen und den neugefassten Brunnen überdachen.
Die Burg Liebenstein samt den Dörfern Grumbach und Sauerbrunnen wurde durch „Richter“ verwaltet, wodurch sich der Name „Gericht Liebenstein“ entwickelte. Das Gebiet wurde kurz nach dem Anfall an Sachsen-Meiningen verpfändet und 1710 als Sohn- und Tochterlehen an die dem Herzogshaus eng verbundene Familie von Fischern gegeben. Friedrich Albert von Fischern veranlasste am Fuße des Liebensteiner Burgberges den Bau eines ansehnlichen Schlosses. Die Familie von Fischern erwarb 1716 und 1726 das Dorf Wenigenschweina dazu. Die Vorliebe Herzog Georgs I. für Liebenstein war dann der Grund zum Rückerwerb des Gerichts im Jahre 1800. Die Familie von Fischern fand man anderweitig ab, u. a. wurde sie ab 1815 mit der Verwaltung der herzoglichen Forste betraut. Das Gericht Liebenstein wurde seitdem dem Amt Altenstein unterstellt, die Justiz aber bis 1827 selbständig gehandhabt.
1801 wurden die beiden Dörfer Sauerbrunnen und Grumbach zu einer Gemeinde mit dem Namen „Liebenstein“ vereinigt und auf halbem Weg eine Kirche erbaut. Um 1800 ließ Herzog Georg I. erste Sanierungsarbeiten an der Ruine Liebenstein vornehmen. Unter seiner Regierung wurde das frühere Herrenhaus der Familie von Fischern zum Kurhaus umgebaut, der Kurplatz und die Brunnen-Promenade geschaffen und  ein Bade- und Schauspielhaus errichtet. Es wurde weiterhin eine Kurverwaltung geschaffen, die für die Unterhaltung und Zerstreuung der Gäste zu sorgen hatte. Mit den Sehenswürdigkeiten des Altensteiner Parks, der Altensteiner Höhle und der Burgruine Liebenstein bot der florierende Kurort Liebenstein dem noch mehrheitlich adeligen Kurgästen ein reichhaltiges Angebot an romantischen Ausflugszielen. 1814 erhielten die acht Hauptmineralquellen eine sorgfältigere Fassung und man errichtete 1816 darüber den noch heute bestehenden Brunnentempel.
Im Rahmen der Neuorganisation des Meininger Unterlandes wurde das Amt Altenstein mit dem Gericht Liebenstein im Jahr 1827 aufgelöst und sein Bereich in verwaltungsmäßiger Hinsicht dem Kreisamt Frauenbreitungen, in gerichtlicher dem neuerrichteten Justizamt Glücksbrunn zugeteilt. Bereits 1829 wurde das Kreisamt Frauenbreitungen wieder aufgelöst und in die beiden Verwaltungsämter Wasungen und Salzungen geteilt, wobei die Ämter Salzungen, Altenstein mit Liebenstein und Frauenbreitungen zu letzterem zusammengefasst wurden. Die Rechtsprechung wurde dem Kreisgericht Meiningen unterstellt.
Die Herzoglich Meiningische Finanzkammer übernahm 1833 das Gut in Wenigenschweina und benannte es auf Wunsch des nun regierenden Herzogs Bernhard Erich Freund nach dessen Gattin Marie (von Hessen-Kassel) in „Marienthaler Schlösschen“ und die zugehörige Flur in „Marienthal“ um.
Bei einer strukturellen Neuordnung des Herzogtums Sachsen-Meiningen im Jahr 1868 wurde das Verwaltungsamt Salzungen aufgelöst und mit anderen Verwaltungsämtern des Meininger Unterlands dem neu gegründeten Landkreis Meiningen angegliedert.

## Zugehörige Orte
Dörfer
- Liebenstein, 1801 durch Vereinigung von Sauerbrunn und Grumbach („die obere Grumbach“) entstanden
- Wenigenschweina (seit 1716/26), 1833 in Marienthal umbenannt

Schlösser und Burgen
- Burg Liebenstein
- Marienthaler Schlösschen